# Důlní nehoda na dole 1. máj v roce 1981
Důlní nehoda na dole 1. máj v roce 1981 byla tragická nehoda, která nastala 3. května 1981 ve 40. sloji (Prokop) na závodě Barbora dolu 1. máj v Karviné. Při nehodě zemřelo celkem 7 osob včetně ředitele dolu Ing. Rudolfa Stani, dalších 11 osob bylo těžce zraněno. K obnově činnosti dolu došlo 6. května 1981.

## Průběh události
Fárající revírník informoval v neděli 3. května 1981 o výstupu kouře z chodby 40 360a ve 40. sloji (Prokop) ve 4 dobývací kře (závod 1 - Barbora). Od sedmé hodiny ranní se pokoušeli požár zajistit jednotky závodní báňské záchranné služby (ZBZS). V 11:10 byla situace ohlášena Hlavní báňské záchranné službě (HBZS) s povoláním výjezdu a pomocí merkaptanové signalizace došlo k odvolání ranní směny. Na důl dorazily dvě čety záchranářů a v 11:40 došlo k sfárání výjezdových jednotek záchranářů do dolu, kteří identifikovali ve spodní lávce nedávno uzavřeného porubu č. 40 304 výstup oxidu uhelnatého a otevřený oheň. Přímý zásah vodou nebyl účinný, použití pěnového generátoru Turbex nebylo efektivní, jelikož v potrubí nebyl dostatečný tlak (v důsledku 3 denního volna byly uzavřeny hlavní ventily) a oheň se rychle šířil po třídě 40 360b. . Z tohoto důvodu bylo rozhodnuto o uzavření úseku porubu 40 302 a bezprostředně přiléhající chodby za pomocí dvou výbuchuvzdorných sádrových hrází.
V 16:58 došlo k výbuchu a k vzniku tlakové vlny, která zasáhla budovanou hráz H-1. Další výbuch nastal v 17:31. V době výbuchu bylo v dole 56 záchranářů. Při výbuchu bylo zraněno 26 záchranářů a ředitel podniku, který byl na zásahu osobně přítomen. Velitel záchranářského oddílu byl smrtelně zraněn na místě, ředitel dolu byl vynesen bez známek života. Po výbuchu nebylo možné nelézt jednoho člena čety, který se podílel na budování hráze. Činnost záchranářů se následně zaměřovala na dopravu zraněných z dolu. V 19:47 bylo 22 zraněných umístěno v různých nemocnicích (Ostrava, Karviná, Havířov a v popáleninovém centru v Zábřehu). V dole zahynuli dva záchranáři a ředitel dolu, další 4 záchranáři zahynuli v nemocnicích.. Celkem zemřelo 7 osob a 11 bylo těžce zraněno.
Pro zdolání situace byla vyžádána pomoc záchranářů z Polska (z Bytomi), jelikož měli k dispozici paroplynový generátor GAG-2. Polští záchranáři dorazili na důl o půlnoci. Celá oblast byla uzavřena v širším okruhu. Během uzavírání prostoru se také hledal nezvěstný člen záchranářské čety, ovšem tyto pokusy byly bezvýsledné. Průzkumné práce byly ukončeny 5. května 1981 v 4:30. Ve 4:45 byl zahájen provoz paroplynového generátoru, díky kterému došlo k snížení obsahu kyslíku na 11 %, koncentrace methanu pod 1% a oxidu uhelnatého pod 0,05 %, přičemž teplota nepřesahovala 28 °C. Následně docházelo ke stavbě hrází H-2, H-5, H-7 a H-8, které byly dokončeny 5. května ve 20:00. Průchozí lutny v hrázích byly uzavřeny ve 21:00 a ve 22:00 byl ukončen havarijní stav. V noční směně z 5. na 6. května došlo k předfárání všech pracovišť a od ranní směny 6. května 1981 byl zahájen plný provoz dolu.
V průběhu nehody bylo odpracováno celkem 22 616 hodin, přičemž na záchranných pracích se podíleli zaměstnanci ze všech důlních závodů OKR. 12 záchranářů bylo prezidentem republiky oceněno vyznamenáním za odvahu. V reakci na nehodu došlo k úpravě báňských předpisů (kontroly požárního vodovodu, vstup osob při nehodě do dolu), HBZS zakoupila paroplynový generátor a rozšířilo se používání obleků v protišlehové úpravě.

### Oběti na životech
Při nehodě zemřeli, :
- Jan David (HBZS Ostrava)
- Petr Grác (HBZS Ostrava)
- Karel Hodeček (HBZS Ostrava, velitel čety[3])
- Lubomír Turovský (HBZS Ostrava)
- Wladyslaw Wojtowicz (záchranář ZBZS Dolu 1. máj)
- Leopold Sikora (záchranář ZBZS Dolu President Gottwald)
- Ing. Rudolf Stáňa (ředitel dolu 1. máj)